# Klaukkala
Klaukkala ([ˈklɑu̯kˈkɑlɑ], en sueco Klövskog [ˈklø̂ːvskuːɡ] sueco fines: [ˈkløːvskuːɡ]) es un pueblo localizado en la parte sur del municipio Nurmijärvi de Uusimaa, Finlandia, cerca del lago Valkjärvi. Es el más grande del municipio, tiene una población de casi 18000 y es el área de más rápido crecimiento del mismo. Klaukkala tiene una migración significativa principalmente desde la conurbación de Helsinki, Al ser un pueblo del área urbana se haya a media hora del centro de la capital.
Lepsämä, un pueblo vecino al lado de Klaukkala, es el lugar donde actualmente vive el ex premier, Matti Vanhanen. Antes de eso, vivía en Lintumetsä en las afueras del pueblo, que pertenece a Klaukkala.

## Galería

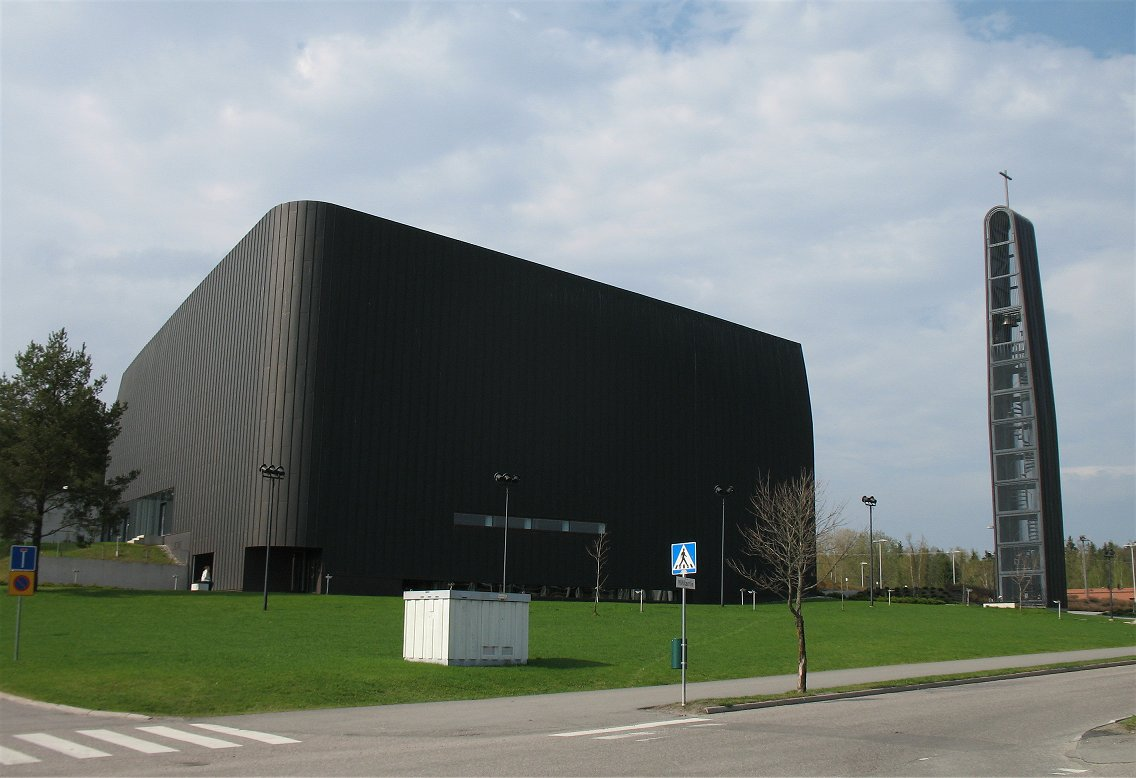
Iglesia moderna
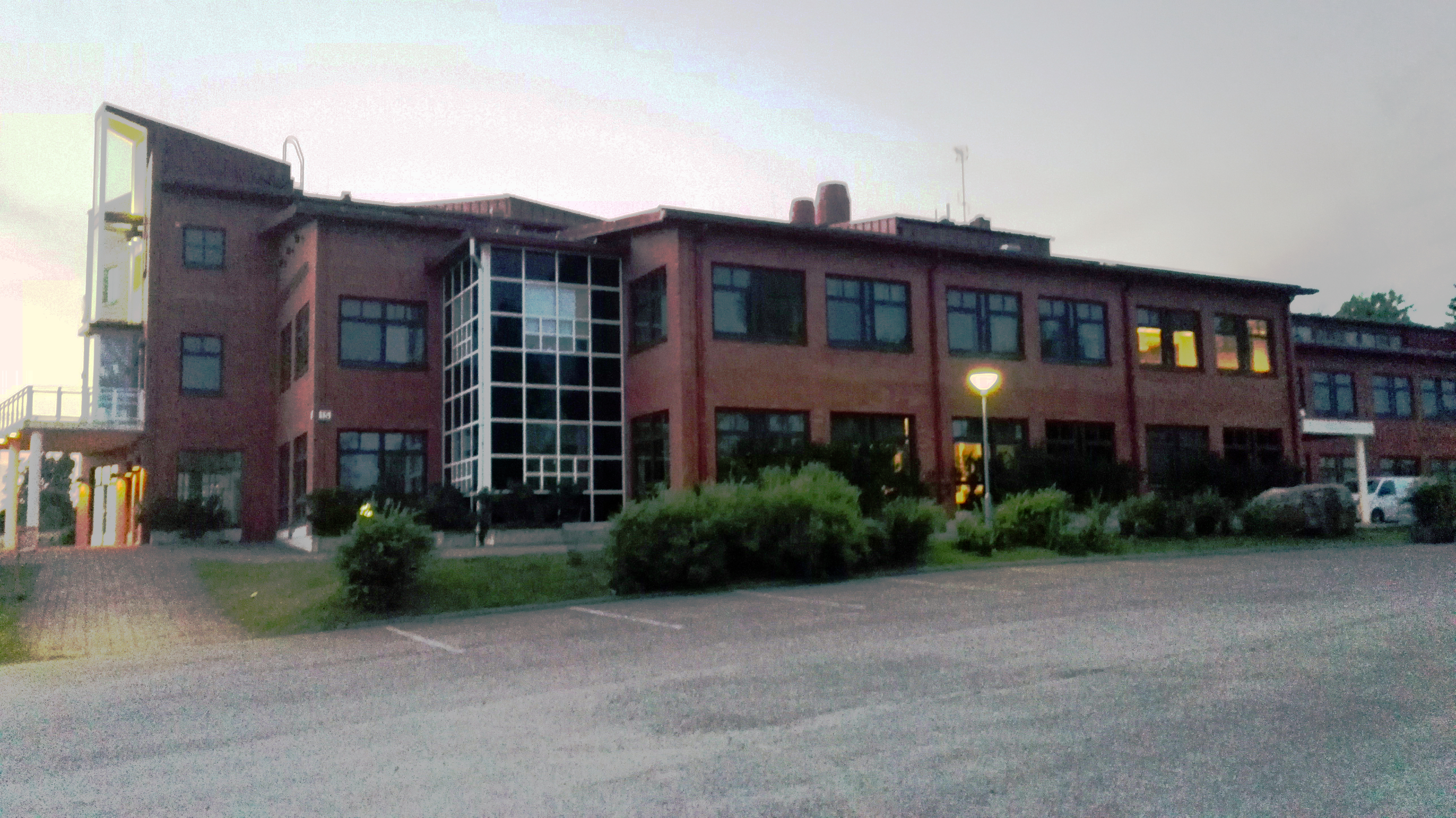
Arkadia Lyceum
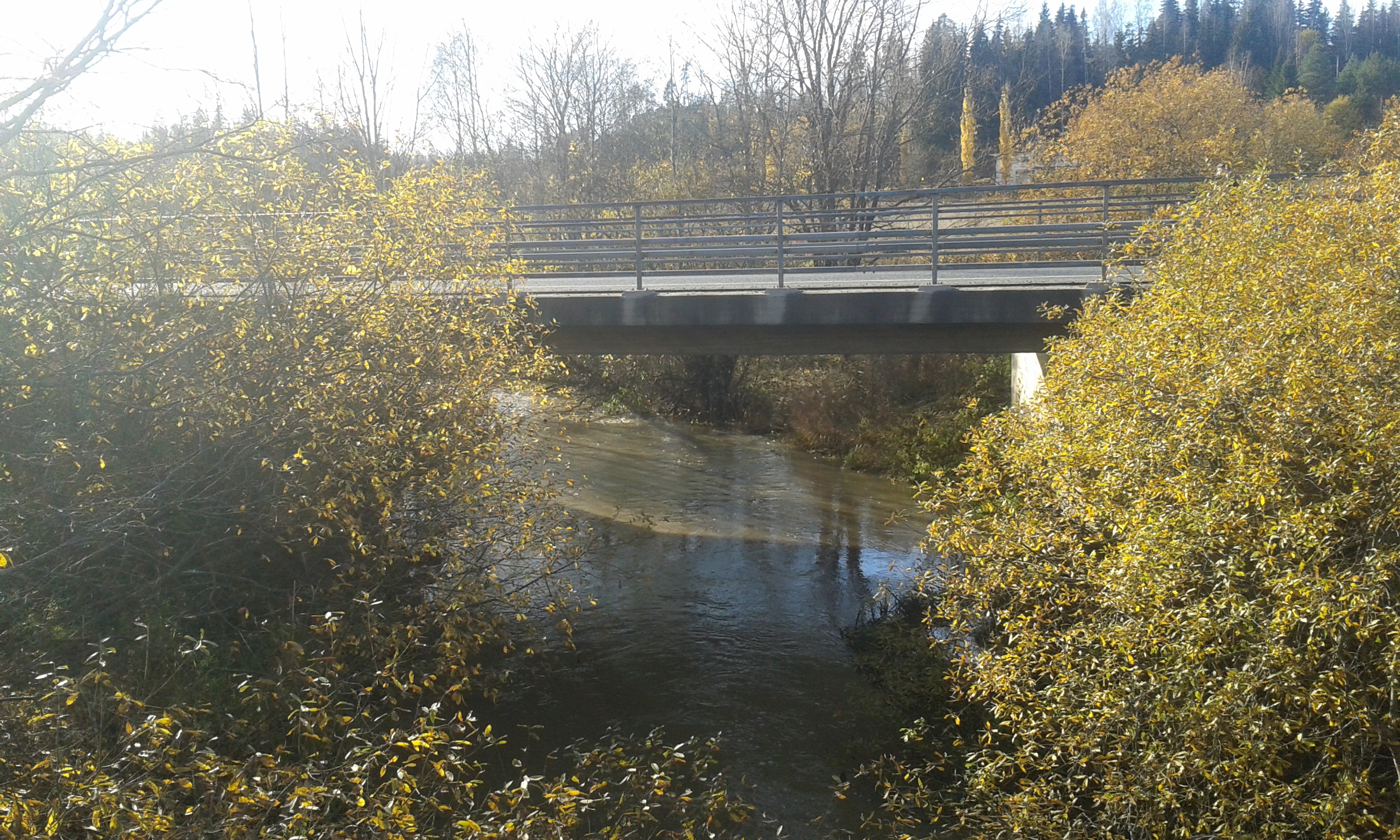
El río Luhtajoki
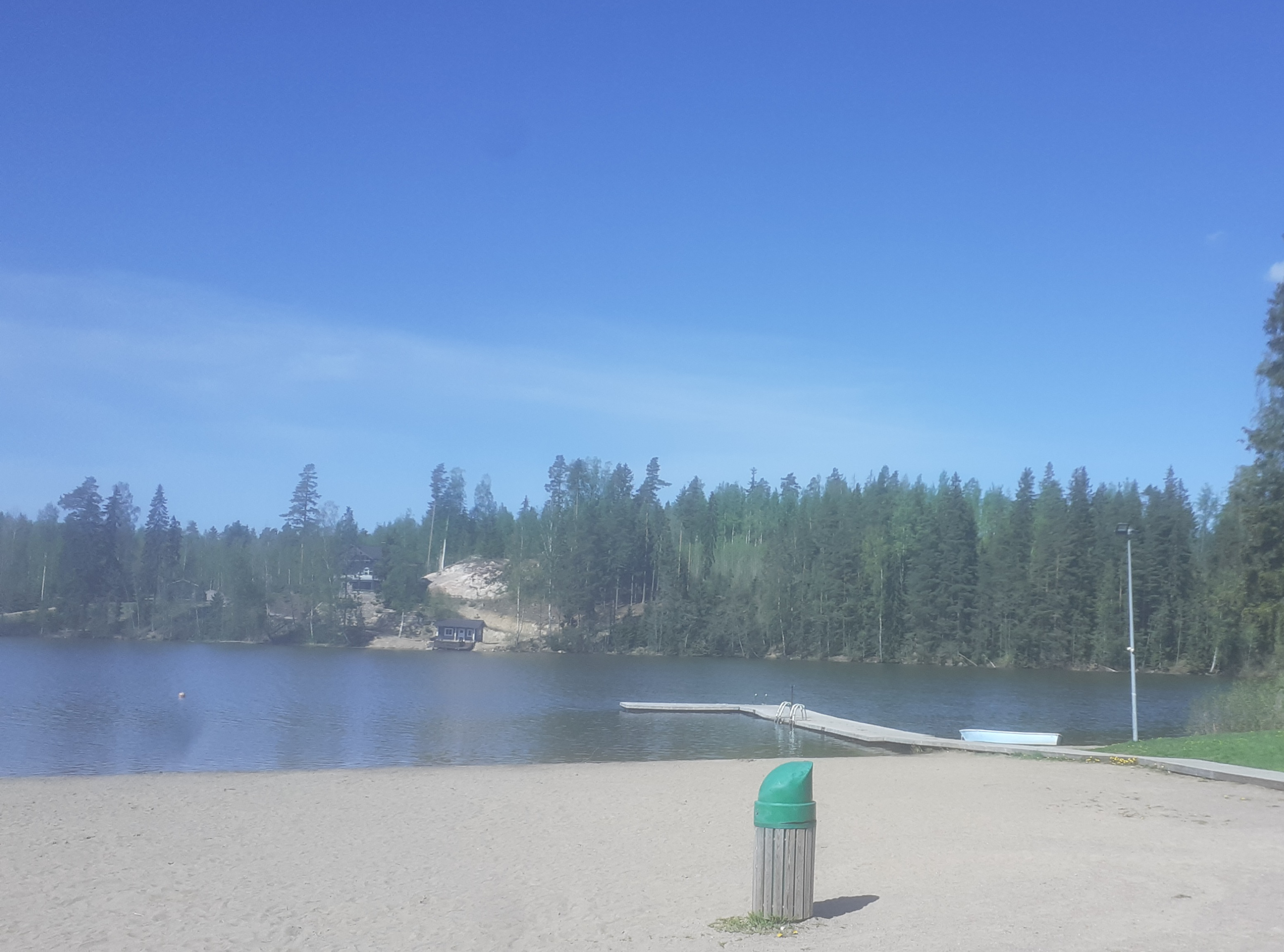
El lago Valkjärvi